# Балисонг
Балисонг (ба́бочка, нож-ба́бочка) (таг. balisong) — складной нож с клинком, скрываемым в сложенном положении в рукояти, образованной двумя продольными половинами с П-образным сечением, шарнирно соединёнными с хвостовиком клинка. При открывании половины рукояти совершают оборот на 180 градусов в противоположные направления относительно клинка, обнажая клинок и, соединяясь, образуют рукоять.
2 части рукояти балисонга удерживают специальной застёжкой. Часть, на которой нет застёжки, — безопасна для удержания (safe handle — «безопасная рукоять»). Другая часть рукояти (bite handle — «кусающая рукоять») является активной, при этом именно к ней обращено лезвие, поэтому важно проявлять особую осторожность во избежание порезов пальцев.
Балисонг рассчитан на инерционное открывание. Опытный человек может открыть нож взмахом одной руки, держащей нож.
Своё обиходное название «бабочка» нож приобрёл из-за схожести траектории движения рукоятей при открывании, напоминающей вращательное движение крыльев бабочки.

## История
Балисонги приобрели широкую популярность после Второй мировой войны, когда американские военнослужащие привозили экзотические ножи с Филиппин. О происхождении конструкции балисонга существуют 2 основные теории:
- Первую версию создания ножа считают более вероятной, которая гласит о том, что нож был придуман филиппинскими рыбаками. Для рыбака нож является одним из наиболее важных инструментов для работы. Конструкция балисонга давала возможность рыбакам вполне свободно и легко управляться ножом одной рукой, что было очень удобно во время нахождения на судне[2]. В начале XX века кузнец Перфекто де Леон из небольшого городка Балисонг провинции Батангас улучшил орудие рыбаков, превратив его в столь замечательный нож. Получается, что своё название нож получил от места своего производства, но как правило его используют только в странах Азии
- Согласно второй версии, приблизительно в XVII веке балисонг появился в Европе. В 1710 году была опубликована французская книга «Le Perret», в которой был изображён эскиз ножа-бабочки, а в конце XIX века немецкая фирма Бёнтген и Забин Золинген (Böntgen & Sabin (B&S) Solingen) занималась продажей балисонгов[3]

## Флипинг
Один из самых популярных видов использования балисонга в наши дни — фли́пинг (flipping — «переворачивание; перекидывание; подбрасывание») — набор трюков, связанных с игрой ножом (прежде всего, складывание и раскладывание). Это можно рассматривать как разновидность искусства, так и своего рода вид спорта.

## Правовые аспекты
Владельцем торговой марки на название «Бали-Сонг» является американская компания Benchmade Knife.

## Плюсы
- Возможность открыть одной рукой (необходимо в определённых целях)
- Эффектный лязг металла при флипинге (необходимо в определённых целях)
- Возможность использования хвостовика в качестве стеклобоя (необходимо в определённых целях)
- Наличие подпальцевых упоров (гарды) для безопасного выполнения колющего движения (необходимо в определённых целях)
- Строение ножа всего из 3 частей: клинка, пары частей общей рукояти
- Отсутствие сложного запирающего механизма (который мог бы ломаться)
- Надёжность конструкции в использовании

## Минусы
- Значительный люфт (из-за флипинга)
- Большой вес (несмотря на наличие облегчающих отверстий в рукояти)
- Холодная металлическая рукоять (некомфортно на морозе)
- Ненадёжность конструкции при переноске в сумке или кармане (может самостоятельно раскрыться, при ношении в руке — безопасен)
- Соединение частей ножа винтами (торксами) — ненадёжно (возможно самораскручивание), заклёпками — неудобно (образуется неминуемый люфт)
- Пружина застёжки, вручную фиксирующей рукоять в закрытом состоянии, зачастую ломается и не выполняет свою функцию

## Галерея
- складывание и раскладывание
- простейший способ складывания и раскладывания ножа
- флипинг
- травмирование пальцев при флипинге за «кусающую» рукоять
- правильное удержание ножа при флипинге за «безопасную» рукоять
- кастет на хвостовике ножа «бабочка»
- кинжал, сделанный в виде ножа «бабочка» (без подпальцевых упоров)
- ножи «бабочка» с различными формами лезвий
- изделие одной из ножевых фирм
- изделие одной из ножевых фирм
- мало- и среднеразмерный ножи «бабочка» одной из ножевых фирм